# Egor Koulechov
Egor Koleuchov (in ebraico איגור קולשוב‎?, in russo Егор Кулешов?; Volgograd, 5 novembre 1994) è un cestista israeliano con cittadinanza russa.

## Palmarès

### Club
- Coppa di Lega israeliana: 1

Maccabi Rishon LeZion: 2018
- Balkan International Basketball League: 1

Hapoel Be'er Sheva: 2022-2023